# Новый год в Испании

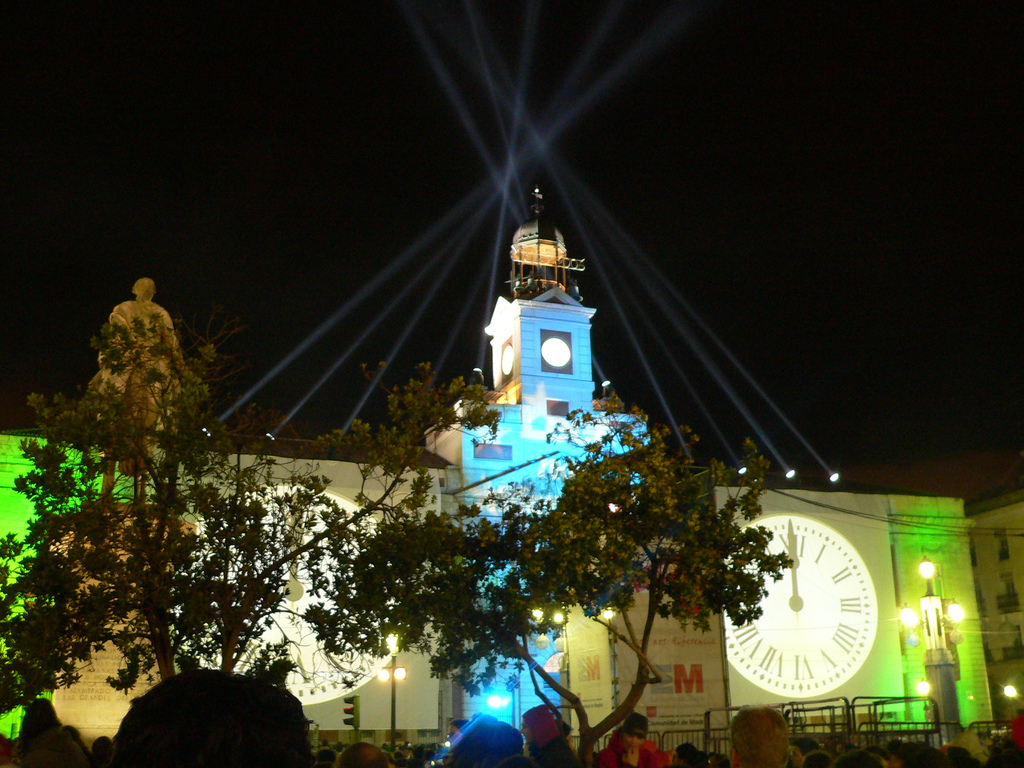
Празднование Нового года в Мадриде

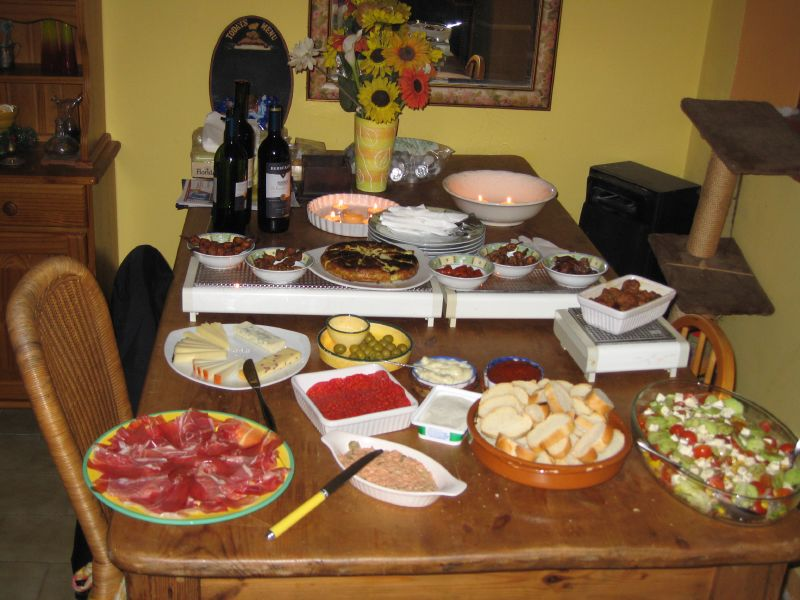
Новогодний стол с тапас

Но́вый год в Испа́нии (исп. Año Nuevo) — один из государственных праздников страны. Отмечается 1 января каждого года по григорианскому календарю с 1582 года. Несмотря на то, что по популярности Новый год уступает католическому Рождеству, в Испании появились и сохраняются своеобразные новогодние традиции. Главным отличием Нового года от Рождества является более публичный характер его встречи. В последнюю ночь уходящего года (исп. Nochevieja — букв. «Старая ночь») испанцы стекаются на главные площади больших и малых городов страны (в Мадриде — это площадь Пуэрта-дель-Соль), ожидая боя курантов и старинных часов на Доме почты. Это событие транслируется по национальным и местным телевизионным каналам. 

## История и традиции
Период святок (между 25 декабря — Рождеством и 6 января — Днем трёх королей-волхвов), как и в некоторых европейских странах называется «священным двенадцатидневьем» (Duodenario mistico). 31 декабря, в день Святого Сильвестра, работы прекращались, так как если нарушить эту традицию, то могло произойти какое-нибудь несчастье. Новогодние торжества отмечены влиянием и дохристианских языческих, в частности анимистических традиций, веры в магию.  
Ранее празднования в новогоднюю ночь (Noche vieja, Noite veilha) было отмечено некоторыми отличиями среди горожан и деревенских жителей. Первые больше предпочитали проводить это время на улице, устраивая праздничный ужин, встречу полуночи, обмен подарков. В сёлах, как и в сочельник, дети и молодёжь устраивали агинальдо (aguinaldo, aguilando) —  обход местных жителей с распеванием новогодних песен (aninovo, anibon) и пожеланиями счастья. За это участники, известные как агинальдейрос, получают подарки (estrenas, entrenas), которые также могут называться «агинальдо». Члены этих процессий могут одеваться в маскарадные костюмы, маски, шествовать группами, возглавляемых «стариком» и «старухой». Их куклы могут делать из соломы и одевают в тряпьё, а в конце торжеств сжигают, что видимо символизирует прощание со старым годом и избавление от прошлых невзгод. В северных провинциях страны сжигали и другие чучела, представляющие собой мужские и женские фигуры, также одетые в лохмотья. Во время святочных гуляний их носили шумной толпой по деревне. При этом девушки чаще всего несли чучела мужчин, а парни, наоборот, женщин — такие шествия сопровождались «смелыми» шутками, смехом, носящим следы эротической обрядности. В том же духе исследователи трактуют ещё один новогодний обычай, дошедший до современности в шуточной форме — заключение фиктивных браков (estrechos). Он заключается в том, что накануне Нового года девушки и парни тянули жребий в виде листков с именами жителей обоего пола — «невест», «женихов». В результате случайного выбора получались «брачные пары», которые до конца святочного цикла ведут себя соответствующим образом. Этот обычай практиковался и в крупных городах (Барселона, Мадрид), где в новогоднюю ночь продавали билетики с именами, что приводило к появлению случайных пар на время праздника. Утром «жених» должен был посетить «невесту» вручить ей небольшой подарок  (цветы, конфеты). Зафиксированы случаи, что жребий подстраивался и парень получал в качестве «невесты» желанную девушку, что приводило к настоящей свадьбе.     
Характерной новогодней традицией страны является поедание двенадцати виноградин. Каждая виноградина проглатывается на каждый удар курантов и сопровождается загадыванием новогоднего желания. Этот обычай был впервые описан в декабре 1897 года, хотя большинство простых испанцев считает, что начало традиции дали виноградари Эльче, которые решили таким образом бороться с излишками урожая в 1909 году. После этого празднование Нового года продолжается за семейным ужином с шампанским и винами. Эти обычаи связывают с развитым на Пиренеях разведением винограда и зафиксирован также в Португалии. С виноградом связано несколько верований: «кто ест виноград на Новый год, будет с деньгами весь год; виноградинка, съеденная в этот день, отгоняет нечистую силу». Кроме того, поедание виноградин под бой часов означает веру в «магию первого дня», распространённую и в других европейских культурах. Это относится и к поверью о том, что чем больше денег находится в доме 1 января, тем их больше будет и в новом году.    
В Марагатериа (горная часть северо-западной провинции Леон), устраивался «праздник плуга» (la fiesta del arado), явно несущий черты аграрно-магической обрядности, в котором ведущую роль играют пастухи, а влияние католических представлений ограничено. По сохранившемуся описанию, пастухи на ходулях во время празднования Нового года соединяются парами и взявшись за ручки плуга бороздят снег, поют о ленивых женщинах, а также о надеждах на будущий урожай. Ещё в одном варианте, действо начинается накануне Нового года: участники обходят односельчан с песнями и собирают подарки. Первого января ритуал продолжался: участники собирались возле церкви и произносили речи про людей совершивших в прошлом году какие-то проступки. Затем «делили» какого-то умершего ранее крупного домашнего животного (осла, корову и т. д.). Части животного передавались с намёком на конкретные недостатки: болтливый получал язык, ветреная женщина хвост и т. д. После этого обедали, а в конце праздника, уже вечером, происходил обряд пахоты по снегу. Подобные аграрные обряды, олицетворяющие в символической форме крестьянские занятия ранней весны, распространены не только на Пиренеях, но и в других частях Европы, причём не только на Святки, но и на Масленицу. К ним можно отнести: славянское посевание, русская «масленичная пахота», английский крещенский «плужный понедельник», восточнороманский святочный «плушогор», словенский «праздник плуга». В регионе Галисия в первые дни Нового·года крестьяне участвовали в процессии с сельскохозяйственными орудиями (косы, плуги, топоры) вокруг часовни местного Святого Маврикия, чтобы освятить их. Этот ритуал сопровождался пением и шумом, чтобы прогнать злых духов.